# Goli Vrh (Rakovec)
Goli Vrh je naseljeno mjesto u Republici Hrvatskoj u Zagrebačkoj županiji. 

## Zemljopis
Administrativno je u sastavu općine Rakovec. Naselje se proteže na površini od 3,80 km².

## Stanovništvo
Prema popisu stanovništva iz 2001. godine u naselju Goli Vrh žive 54 stanovnika i to u 10 kućanstava. Gustoća naseljenosti iznosi 14,21 st./km².
| broj stanovnika | 28    | 27    | 30    | 38    | 45    | 53    | 51    | 54    | 58    | 57    | 48    | 54    | 49    | 46    | 54    | 47    | 45    |
|                 | 1857. | 1869. | 1880. | 1890. | 1900. | 1910. | 1921. | 1931. | 1948. | 1953. | 1961. | 1971. | 1981. | 1991. | 2001. | 2011. | 2021. |